# Drepanocladus pseudostramineus
Drepanocladus pseudostramineus là một loài rêu trong họ Amblystegiaceae. Loài này được Müll. Hal. G. Roth mô tả khoa học đầu tiên năm 1904.